# The Pauper Millionaire
The Pauper Millionaire é um filme de comédia mudo produzido no Reino Unido e lançado em 1922. Foi baseado em um romance de Austin Fryers.